# Diocesi di Orán
La diocesi di Orán (in latino Dioecesis Novoraniensis) è una sede della Chiesa cattolica in Argentina suffraganea dell'arcidiocesi di Salta. Nel 2023 contava 340.698 battezzati su 378.554 abitanti. È retta dal vescovo Luis Antonio Scozzina, O.F.M.

## Territorio
La diocesi comprende tre dipartimenti della provincia di Salta: General José de San Martín, Orán, Rivadavia, nonché la parte orientale dei dipartimenti di Iruya e Santa Victoria.
Sede vescovile è la città di San Ramón de la Nueva Orán, dove si trova la cattedrale di San Raimondo Nonnato.
Il territorio si estende su 56.880 km² ed è suddiviso in 27 parrocchie.

## Storia
La diocesi è stata eretta il 10 aprile 1961 con la bolla Supremi muneris di papa Giovanni XXIII, ricavandone il territorio dall'arcidiocesi di Salta.
Il 19 settembre 1964, con la lettera apostolica Praeclarus evangelicae, papa Paolo VI ha proclamato San Raimondo Nonnato patrono principale della diocesi.
Il 21 gennaio 1972 ha ceduto una porzione del suo territorio alla prelatura territoriale di Humahuaca.

## Cronotassi dei vescovi
Si omettono i periodi di sede vacante non superiori ai 2 anni o non storicamente accertati.
- Francisco Felipe de la Cruz Muguerza, O.F.M. † (12 giugno 1961 - 2 maggio 1969 deceduto)
- Manuel Guirao † (31 ottobre 1970 - 20 gennaio 1981 nominato vescovo di Santiago del Estero)
- Gerardo Eusebio Sueldo † (30 aprile 1982 - 15 maggio 1993 nominato vescovo coadiutore di Santiago del Estero)
- Mario Antonio Cargnello (7 aprile 1994 - 24 giugno 1998 nominato arcivescovo coadiutore di Salta)
- Jorge Rubén Lugones, S.I. (2 giugno 1999 - 14 ottobre 2008 nominato vescovo di Lomas de Zamora)
- Marcelo Daniel Colombo (8 maggio 2009 - 9 luglio 2013 nominato vescovo di La Rioja)
- Gustavo Oscar Zanchetta (23 luglio 2013 - 1º agosto 2017 dimesso)[4]
- Luis Antonio Scozzina, O.F.M., dal 6 aprile 2018

## Statistiche
La diocesi nel 2023 su una popolazione di 378.554 persone contava 340.698 battezzati, corrispondenti al 90,0% del totale.
| anno | popolazione | popolazione | popolazione | presbiteri | presbiteri | presbiteri | presbiteri                | diaconi | religiosi | religiosi | parrocchie |
| anno | battezzati  | totale      | %           | numero     | secolari   | regolari   | battezzati per presbitero | diaconi | uomini    | donne     | parrocchie |
| ---- | ----------- | ----------- | ----------- | ---------- | ---------- | ---------- | ------------------------- | ------- | --------- | --------- | ---------- |
| 1966 | 135.000     | 140.675     | 96,0        | 18         | 1          | 17         | 7.500                     |         | 12        | 41        | 8          |
| 1970 | ?           | 149.000     | ?           | 17         | 17         |            | ?                         |         | 1         | 35        | 8          |
| 1976 | 136.500     | 147.000     | 92,9        | 19         | 3          | 16         | 7.184                     |         | 18        | 46        | 11         |
| 1980 | 144.000     | 157.000     | 91,7        | 20         | 4          | 16         | 7.200                     | 2       | 18        | 44        | 8          |
| 1990 | 164.000     | 177.000     | 92,7        | 20         | 10         | 10         | 8.200                     | 4       | 12        | 73        | 15         |
| 1999 | 212.000     | 265.000     | 80,0        | 32         | 16         | 16         | 6.625                     | 4       | 21        | 62        | 19         |
| 2000 | 216.464     | 270.580     | 80,0        | 35         | 19         | 16         | 6.184                     | 4       | 20        | 58        | 19         |
| 2001 | 234.884     | 270.950     | 86,7        | 33         | 17         | 16         | 7.117                     | 4       | 21        | 61        | 19         |
| 2002 | 262.000     | 301.833     | 86,8        | 31         | 17         | 14         | 8.451                     | 4       | 20        | 70        | 19         |
| 2003 | 270.000     | 302.100     | 89,4        | 35         | 19         | 16         | 7.714                     | 4       | 23        | 72        | 19         |
| 2004 | 280.000     | 321.100     | 87,2        | 34         | 18         | 16         | 8.235                     | 4       | 22        | 77        | 19         |
| 2013 | 302.154     | 363.000     | 83,2        | 35         | 19         | 16         | 8.632                     | 2       | 26        | 54        | 25         |
| 2016 | 318.019     | 354.107     | 89,8        | 41         | 26         | 15         | 7.756                     | 9       | 19        | 64        | 26         |
| 2019 | 329.000     | 366.300     | 89,8        | 42         | 29         | 13         | 7.833                     | 9       | 16        | 58        | 27         |
| 2021 | 329.750     | 366.390     | 90,0        | 38         | 25         | 13         | 8.677                     | 10      | 16        | 55        | 27         |
| 2023 | 340.698     | 378.554     | 90,0        | 32         | 24         | 8          | 10.646                    | 9       | 10        | 57        | 27         |